# Kilczer Gyula
Kilczer Gyula (Budapest, 1892. október 16.  – Budapest, 1974. január 15.) magyar geofizikus, a műszaki tudományok kandidátusa (1961), a műszaki tudományok doktora (1970).

## Életpályája
1910-ben érettségizett a Budapest-Fasori Evangélikus Gimnáziumban. 1911-től a Természettudományi Társulat tagja volt. 1914-től a Matematikai és Fizikai Társulat tagja volt. 1914–1917 között a budapesti tudományegyetem II. sz. Fizikai Intézetének gyakornoka volt. 1916-ban a budapesti tudományegyetemen szerzett matematika-fizika szakos tanári diplomát. 1917–1933 között Békéscsabán az evangélikus gimnáziumban tanított. 1933–1947 között a Budapest-Fasori Evangélikus Gimnáziumban oktatott. 1947–1950 között a Vallás- és Közoktatásügyi Minisztérium Statisztikai Osztályának előadója volt. 1950–1952 között a Magyar Állami Eötvös Loránd Geofizikai Intézet Szeizmikus Osztályának kutató-geofizikusa, 1952–1957 között tudományos munkatársa, 1957–1960 között tudományos tanácsadója volt. 1954-től a Magyar Geofizikusok Egyesülete alapító tagja, 1957-től tiszteleti és választmányi tagja volt. 1956-tól a Geofizikai Közlemények szerkesztőbizottságának tagja volt.
Közel 60 éves korában kezdett geofizikai kutatással foglalkozni, kandidátusi disszertációját A refrakciós szeizmikus mérési adatok teljes javítása a legkisebb hibanégyzetek módszerével címmel védte meg 1961-ben. Érdeklődése ezután a földmágneses tér geometriai szerkezetére irányult. Nemcsak a korábbi módszerek alkalmazásának elvi korlátaira mutatott rá, hanem megadta a helyes megoldást is. Eredményeiről több külföldi és hazai cikkben számolt be és 1970-ben védte meg Az excentrikus földdipólus mágneses potenciálterének koherens multipólus sora című akadémiai doktori értekezését.

## Családja
Szülei: Kilczer Péter és Mauritz Júlia (1872–1949) voltak. Testvére: Kilczer Béla és Szenyéry Ernőné Kilczer Edith. Felesége: Fiedler Márta (1907–1996) volt.
A Farkasréti temetőben nyugszik (DD-759. fülke).

## Művei
- A látszólagos mozgás (Matematikai és Fizikai Lapok, 1941)
- A menetidő elméleti meghatározása (Földméréstani Közlemények, 1950)
- A refrakciós észlelési adatok javított közelítő kiegyenlítése (MTA Műszaki Tudományok Osztálya Közleményei, 1952)
- Antiklinális adatainak meghatározása (Geofizikai Közlemények, 1953)
- Átlőtt és inverz réteg kimutatásának lehetősége (Geofizikai Közlemények, 1955)
- Kiékelődő réteg adatainak meghatározása (Geofizikai Közlemények, 1957)
- Szeizmikus refrakciós mérések a mecseki kőszénterület földtani kutatásában (Szénás Györggyel; Bányászati Lapok, 1959)
- A refrakciós szeizmikus mérési adatok teljes javítása a legkisebb hibanégyzetek módszerével (1961)
- Dombos terepen végzett szeizmikus refrakciós mérések javítása (Geofizikai Közlemények, 1960)[6]
- Die geometrische Struktur der erdmagnetischen Quadrupolment-Tensors, Gerlands (Beiträge zur Geophysik, 1964)
- Die Darstellung des erdmagnetischen Hauptfeldes durch zwei Dipoldfelder (Beiträge zur Geophysik, 1966)
- Entwicklung des erdmagnetischen Potentials durch eine Multipolreihe (Beiträge zur Geophysik, 1967)
- Az excentrikus földdipólus mágneses potenciálterének koherens multipólus sora (1970)

## Díjai
- Eötvös Loránd-emlékérem (1972)[7]